# 相鉄・JR直通線
相鉄・JR直通線（そうてつ・ジェイアールちょくつうせん）は、相鉄新横浜線のうち神奈川県横浜市神奈川区の羽沢横浜国大駅と同市保土ケ谷区の西谷駅間を経由し、山手線（山手貨物線）・東海道本線（東海道貨物線、品鶴線）と相鉄本線を相互直通運転する、相模鉄道と東日本旅客鉄道（JR東日本）の運行系統名である。通称SJ線。
運行区間は基本的に新宿駅 - 海老名駅間で、全列車が羽沢横浜国大駅から相鉄新横浜線を経て相鉄本線海老名駅まで乗り入れており、新宿駅からは朝の一部の列車が埼京線を経て大宮駅方面と直通し、最長で川越線川越駅まで乗り入れている。駅ナンバリングで使われる路線記号はSO（相鉄線）・JS（湘南新宿ライン）・JA（埼京線）。
相鉄・JR直通線は、鉄道建設・運輸施設整備支援機構（鉄道・運輸機構）が整備主体として建設した神奈川東部方面線のうち、相鉄本線西谷駅から東海道貨物線横浜羽沢駅付近までの区間に連絡線を建設する事業として計画された。
本項では、相鉄・JR直通線の整備計画についても触れる。

## 概要
鉄道・運輸機構を整備主体として西谷駅 - 羽沢横浜国大駅間に連絡線を整備し、相鉄とJR東日本が相互直通運転を実施するもので、相鉄では自社路線と東京都心を繋ぐ「都心直通プロジェクト」の一つとして位置付けている。
相鉄とJR東日本の境界駅は羽沢横浜国大駅で、同駅は2社による共同使用駅となり、駅施設は相鉄が管理する。
JR東日本との直通運転開始に伴い、初めて東京都区内に相鉄の車両が乗り入れるようになった。また、JR東日本の通勤列車が、東京メトロ以外の首都圏大手私鉄の通勤列車と、他の鉄道会社の路線を介さず直通運転する事例は史上初めてとなる。
また、新宿駅 - 海老名駅間は小田急小田原線も走っており、競合区間となる。
ATOSによる駅の案内放送においては埼京線と相鉄線の車両を使用しているものの「電車がまいります」ではなく「列車がまいります」と案内される。

### 列車の運行ルート
新宿駅から、湘南新宿ラインと同じルートで山手貨物線を走行して、渋谷駅・大崎駅を経由し、蛇窪信号場で品鶴線に入る。武蔵小杉駅を経由し、品鶴線の複々線区間（新鶴見信号場 - 鶴見駅）の貨物線側（通称「武蔵野南線」の武蔵野線一部と共用する）に入る（線路配置の関係上、新川崎駅は通過となる）。その後、新鶴見信号場を経由し、鶴見駅（貨物線にはホームがないため通過）から東海道貨物線に入り、京急・花月総持寺駅付近で地下へ潜り、横浜羽沢駅の東京側で相鉄新横浜線に合流して羽沢横浜国大駅を経ると、西谷駅から相鉄本線に合流して海老名駅へ至る。
正式名称としては新宿駅から品川駅までが山手線（山手貨物線）、品川駅から羽沢横浜国大駅までが東海道本線（品川駅 - 鶴見駅間は品鶴線〈横須賀線〉、鶴見駅 - 羽沢横浜国大駅間は東海道貨物線）、羽沢横浜国大駅から西谷駅までが相鉄新横浜線、西谷駅から海老名駅までが相鉄本線となる。
|                  |            | 海老名駅     | …            | 二俣川駅     | …            | 西谷駅       | 西谷駅       | 羽沢横浜国大駅 | 羽沢横浜国大駅       | 鶴見駅               | 鶴見駅               | 新鶴見信号場         | 新鶴見信号場         | …                    | 大崎駅               | 大崎駅            | …                 | 新宿駅            | 池袋駅            | 池袋駅            | …                 | 赤羽駅            | 赤羽駅            | …                 | 大宮駅            | 大宮駅                  | …                       | 川越駅                  |
| ---------------- | ---------- | ------------ | ------------ | ------------ | ------------ | ------------ | ------------ | -------------- | -------------------- | -------------------- | -------------------- | -------------------- | -------------------- | -------------------- | -------------------- | ----------------- | ----------------- | ----------------- | ----------------- | ----------------- | ----------------- | ----------------- | ----------------- | ----------------- | ----------------- | ----------------------- | ----------------------- | ----------------------- |
| 旅客案内での名称 | →          | JR埼京線直通 | JR埼京線直通 | JR埼京線直通 | JR埼京線直通 | JR埼京線直通 | JR埼京線直通 | JR埼京線直通   | 埼京（・川越）線直通 | 埼京（・川越）線直通 | 埼京（・川越）線直通 | 埼京（・川越）線直通 | 埼京（・川越）線直通 | 埼京（・川越）線直通 | 埼京（・川越）線直通 | 埼京（・川越）線  | 埼京（・川越）線  | 埼京（・川越）線  | 埼京（・川越）線  | 埼京（・川越）線  | 埼京（・川越）線  | 埼京（・川越）線  | 埼京（・川越）線  | 埼京（・川越）線  | 埼京（・川越）線  | 川越線                  | 川越線                  | 川越線                  |
| 旅客案内での名称 | ←          | （相鉄線）   | （相鉄線）   | （相鉄線）   | （相鉄線）   | （相鉄線）   | （相鉄線）   | （相鉄線）     | 相鉄線直通           | 相鉄線直通           | 相鉄線直通           | 相鉄線直通           | 相鉄線直通           | 相鉄線直通           | 相鉄線直通           | 埼京線 相鉄線直通 | 埼京線 相鉄線直通 | 埼京線 相鉄線直通 | 埼京線 相鉄線直通 | 埼京線 相鉄線直通 | 埼京線 相鉄線直通 | 埼京線 相鉄線直通 | 埼京線 相鉄線直通 | 埼京線 相鉄線直通 | 埼京線 相鉄線直通 | 埼京・川越線 相鉄線直通 | 埼京・川越線 相鉄線直通 | 埼京・川越線 相鉄線直通 |
| 正式路線名       | 正式路線名 | 相鉄本線     | 相鉄本線     | 相鉄本線     | 相鉄本線     | 相鉄本線     | 相鉄新横浜線 | 相鉄新横浜線   | 東海道本線           | 東海道本線           | 東海道本線           | 東海道本線           | 東海道本線           | 東海道本線           | 東海道本線           | 山手線            | 山手線            | 山手線            | 山手線            | 赤羽線            | 赤羽線            | 赤羽線            | 東北本線          | 東北本線          | 東北本線          | 川越線                  | 川越線                  | 川越線                  |
| 線路名称         | 線路名称   | 相鉄本線     | 相鉄本線     | 相鉄本線     | 相鉄本線     | 相鉄本線     | 相鉄新横浜線 | 相鉄新横浜線   | 東海道貨物線         | 東海道貨物線         | 品鶴線               | 品鶴線               | 品鶴線               | 品鶴線               | 品鶴線               | 山手貨物線        | 山手貨物線        | 山手貨物線        | 山手貨物線        | 赤羽線            | 赤羽線            | 赤羽線            | 東北本線支線      | 東北本線支線      | 東北本線支線      | 川越線                  | 川越線                  | 川越線                  |

ルートの都合上、武蔵小杉駅 - 羽沢横浜国大駅間には途中駅がない。新川崎駅・鶴見駅は経由するが、武蔵小杉駅 - 鶴見駅間はホームがない線路を通るためいずれも通過する。また、鶴見駅 - 羽沢横浜国大駅間ではJR東日本横浜線（大口駅の北側の真上を大口高架シェルターで跨ぐ）、東急電鉄東横線（妙蓮寺駅の南側の真下を港北トンネルで潜る）、横浜市交通局横浜市営地下鉄ブルーライン（岸根公園駅の真上を港北トンネルで跨ぐ）とそれぞれ立体交差しているが、いずれも駅は設置されていない。

#### 品川・東京方面・上野東京ラインへの乗り入れの検討
相鉄では2013年（平成25年）12月より、今回の新宿方面への乗り入れとは別に東海道線品川駅以北・上野東京ラインを介した宇都宮線・高崎線・常磐線方面への乗り入れも検討していたが、多方面へ向かう運行本数の確保が困難であるとのJR東日本側の理由により見送られている。JR東日本では、開業時点では新宿方面への運行を基本としているものの、利用動向次第で運行を検討することに含みをもたせている。

## 歴史
- 2000年（平成12年）1月27日：運輸政策審議会答申第18号において、神奈川東部方面線として二俣川 - 新横浜 - 大倉山間が位置づけられる。
- 2004年（平成16年）9月：相鉄が西谷 - 羽沢間の新線建設と羽沢でのJR相互直通（相鉄・JR直通線）構想を公表[12]。
- 2006年（平成18年）
  - 2月3日：相鉄・JR直通線を神奈川東部方面線の一部とする方向で国、鉄道事業者、神奈川県、横浜市間の調整が進んでいることを、横浜市が市議会で公表[13]。
  - 5月25日：相模鉄道が相鉄・JR直通線の都市鉄道等利便増進法に基づく営業構想の認定を国土交通省に申請する。
  - 6月9日：相鉄・JR直通線の営業構想および整備構想が認定される。
  - 11月21日：国土交通省が相鉄・JR直通線の速達性向上計画を認定する。
- 2009年（平成21年）10月20日：相鉄・JR直通線の工事施工認可を国土交通省から受ける[14]。
- 2010年（平成22年）
  - 3月15日：西谷 - 羽沢間の都市計画決定（横浜国際港都建設計画都市高速鉄道第6号相鉄・JR直通線）。
  - 3月25日：相鉄・JR直通線の起工式が行われる[15]。
- 2013年（平成25年）4月23日：鉄道建設・運輸施設整備支援機構が相鉄・JR直通線の開業時期の延期（2018年度内開業）を発表[16][17]。
- 2016年（平成28年）8月26日：相鉄・JR直通線を2019年度下期へ開業時期の再延期を発表[18][19]。
- 2018年（平成30年）：JR直通計画の路線に埼京線・川越線が新たに追加されていることが明らかとなった。
- 2019年（平成31年・令和元年）
  - 3月28日：レール締結式を開催[20]。相鉄・JR直通線の開業日を発表[21]。
  - 11月30日：開業[2][3]。相模鉄道の車両が営業運転で初めて東京都内に、JR埼京線・川越線の車両が営業運転で初めて神奈川県内に入線した。
- 2020年（令和2年）5月29日・30日：渋谷駅の埼京線ホーム改良工事に伴い、相鉄線直通列車が新宿 - 大崎間で運休となる。工事期間中は、大崎駅発着に変更された。
- 2021年（令和3年）
  - 3月13日：開業後初となるダイヤ改正を実施。日中の直通列車は相鉄線内各駅停車となる。朝時間帯における新宿駅以北に直通する列車が微増したほか、一部列車で行先の変更が行われた。
  - 10月23日・10月24日：渋谷駅の山手線ホーム改良工事に伴い、相鉄線直通列車が池袋駅まで延長運転される。
- 2023年（令和5年）
  - 11月18日・11月29日：渋谷駅での線路切替工事に伴い、相鉄線直通列車が新宿駅から池袋駅まで延長運転される[22]。

## 運行形態
本節では、相鉄とJR東日本を直通運転する系統のうち、JR東日本の区間について述べる。相鉄の区間については「相鉄新横浜線」、「相鉄本線」を参照。

### 列車種別
新宿駅 - 大崎駅間では「通勤快速」「快速」「各駅停車」の3種別が運行されているが、いずれの列車も走行する線路にホームがある駅全てに停車する。
大崎駅 - 羽沢横浜国大駅間では、大崎駅以北・羽沢横浜国大駅以西で通過運転を行う列車を含む全ての列車が「各駅停車」として運行され、通過運転を行う列車は大崎駅・羽沢横浜国大駅で種別変更を行う。

### 運行ダイヤ
新宿駅 - 羽沢横浜国大駅 - 海老名駅間の運行が基本で、46往復が運行される。このうち、朝時間帯の平日下り7本・上り8本、土休日6往復が埼京線の新宿駅以北に直通する列車となっており、池袋駅（平日で着のみ）・赤羽駅（平日のみ）・武蔵浦和駅（平日は発のみ）・大宮駅・川越線指扇駅（発のみ）・川越駅発着が設定されている。なお、埼京線内では川越駅発着の列車のみ平日は通勤快速、土休日は快速として運転されるほかは全て各駅停車として運転される。また、新宿駅 - 大崎駅間は埼京線と案内されているが、列車番号については新宿駅で切り替えられる。輸送障害などで直通運転か中止となる場合は、羽沢横浜国大駅での折り返し運転が行われる。
平日朝時間帯に関しては1時間に最大4本運行され、日中は1時間に2本の運行となり、相鉄線内各停として運転されている。夜間は下り終電及び平日20時台上り3本及び土休日上り1本を除き、相鉄線内は特急として運行する。
運行ルートとして山手貨物線・品鶴線・東海道貨物線を通る関係上、貨物列車を運行するJR貨物との調整が必要となり、朝時間帯はパターンダイヤとなっていない。日中については貨物列車が運行する点以外にも、武蔵小杉駅から新宿・東京方面の本数が過剰となることを考慮して、1時間に2本となった。また、前述の通り、当面の間品川・東京方面に直通しないことから、武蔵小杉駅で横須賀線・成田エクスプレスに乗り換える客が想定されるため、同駅のホームの滞留防止策としてラッシュ時は新宿方面の列車を連続させないようにダイヤを設定し、また武蔵小杉駅の混雑防止の観点から、乗り換えは西大井駅でも可能なことを案内するとされている。
この結果、現状のダイヤでは、平常運行時であれば、羽沢横浜国大・海老名方面行は、西大井駅・武蔵小杉駅で総武快速線・東京方面からの新川崎・横浜・鎌倉方面横須賀線に、大崎・新宿方面行は武蔵小杉駅・西大井駅で横浜・新川崎方面からの品川・東京・千葉方面横須賀・総武快速線に接続するダイヤとなった。
新宿駅発西大井駅・武蔵小杉駅方面への終電は、従来の湘南新宿ライン終電よりも遅くなり、大崎駅以北から横須賀線新川崎駅以南への深夜帯の利便性も改善した。
JR車は相鉄線内では相模大塚駅とかしわ台車両センターで昼間留置と夜間滞泊が行われている。一方で相鉄車でのJR線での留置は平日朝ラッシュ時に板橋駅での一時的留置がある（池袋駅より回送）ものの、それ以外の留置や夜間滞泊は設定されていない。

## 車両
直通列車には、相鉄線および埼京線で運用される車両のうち以下の2形式が使用される。
相模鉄道
12000系
2019年度までに6編成が製造され、2019年4月20日より相鉄線内で既に営業運転を開始している。最大で4編成が直通列車で運用され、残る2編成は予備または相鉄線内での運用となる。
直通運転開始時点では新宿駅 - 海老名駅間のみの運行であったが、2021年3月15日以降は平日のみ埼京線池袋駅まで乗り入れている。なお、代走などや回送列車での埼京線板橋駅電留線入線を除き、通常ダイヤでは埼京線池袋駅以北および川越線内には乗り入れない。
当初は11000系にATACSの取り付けなどの直通対応改造を行う計画であったが、保安装置の改造コスト等の理由から、11000系の対応工事計画を中止し、JR東日本への直通は12000系のみで行うことになった。
JR東日本
E233系7000番台
相鉄線への直通に向けて2019年に10両編成7本を増備したほか、既存編成には直通対応工事を行った。

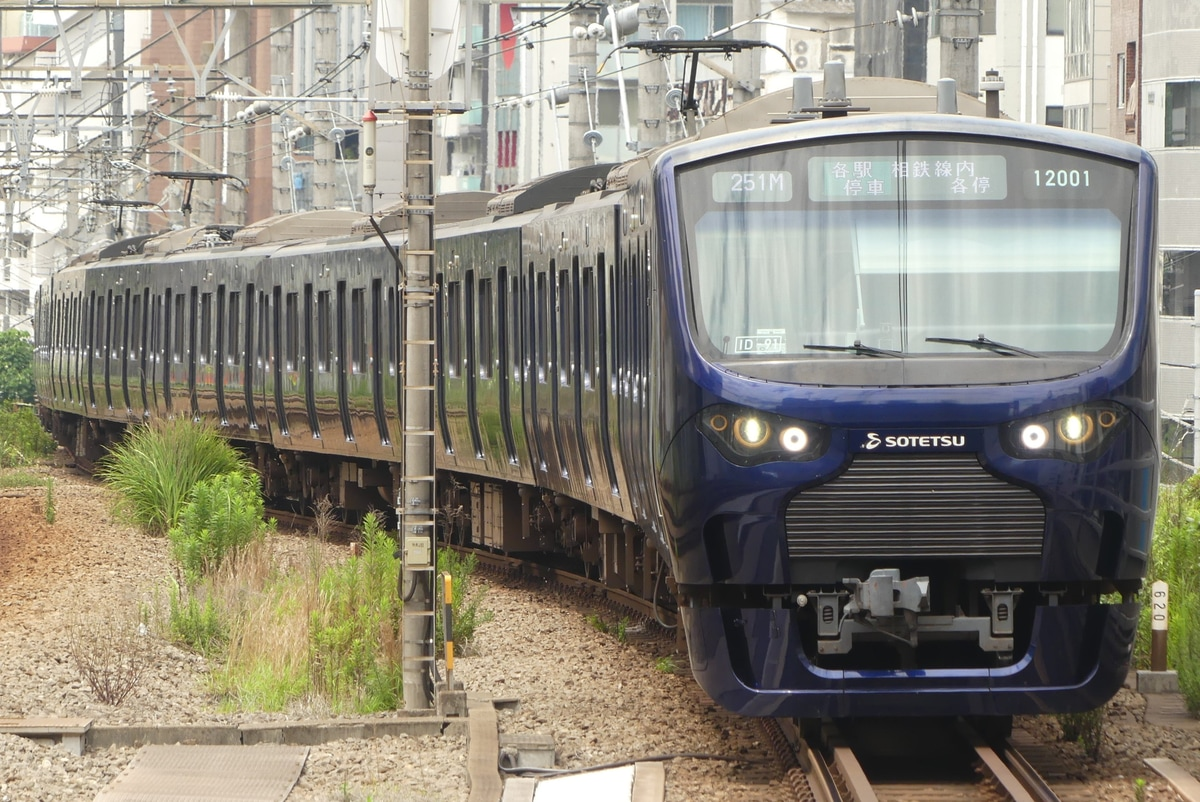
相鉄12000系
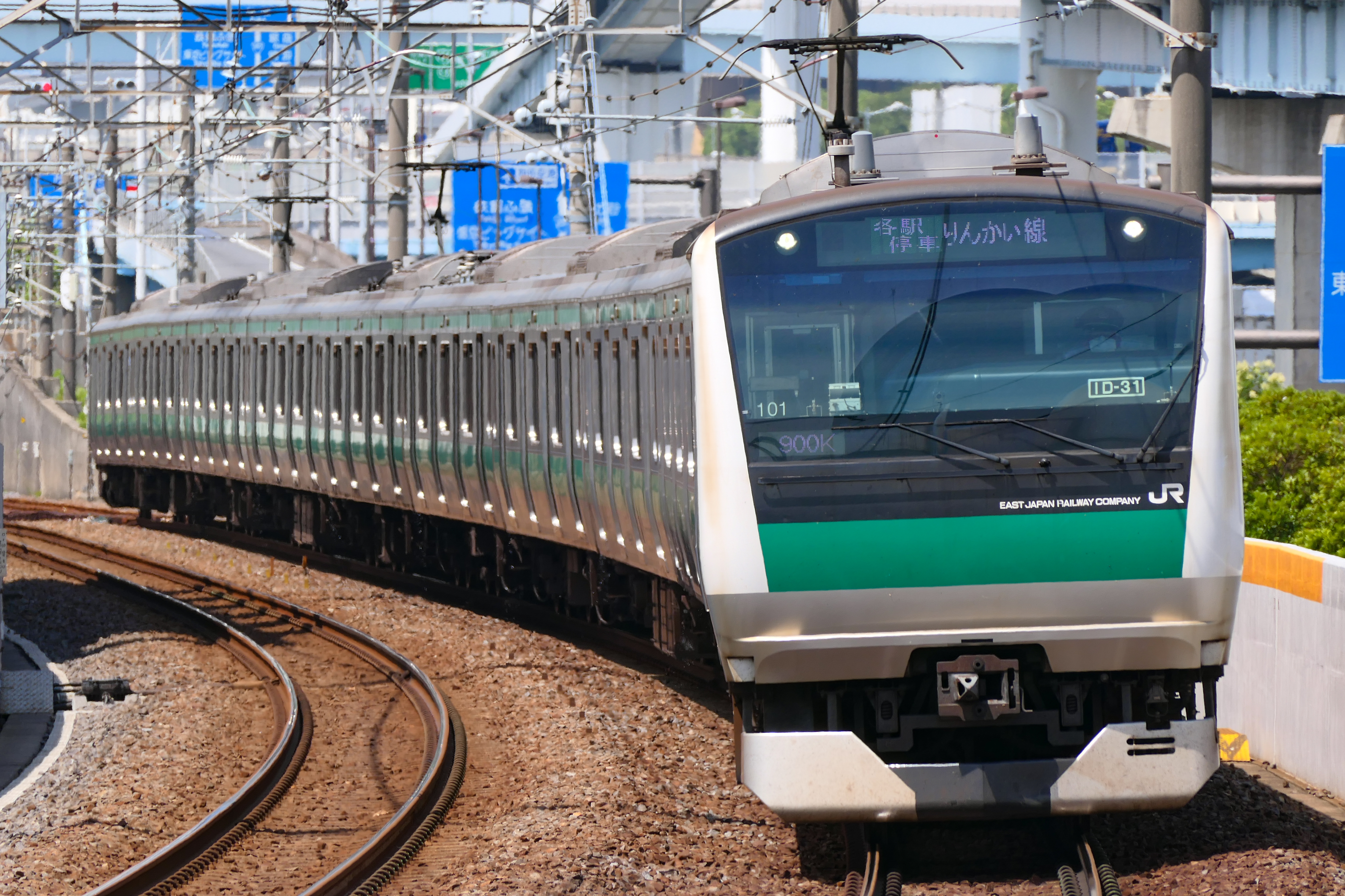
JR東日本E233系7000番台

### 車両側の路線識別
相鉄線内とJR線内では、様々な装置の仕様が変わる。それに伴い、境界駅である羽沢横浜国大駅では回路切換が発生する。
| 切換方法                 | 該当装置                                                       |
| ------------------------ | -------------------------------------------------------------- |
| マスコンキーによる切換   | TIMS 列車防護無線装置 ATS-Pなどの保安装置 ホームドア関連の装置 |
| 前述のTIMS切換に伴う切換 | TIMSメーター表示類 力行加速度 自動放送                         |
| 行路ICカードによる切換   | 列車無線装置 運行番号表示                                      |
| TIMS案内設定による切換   | 行先表示 車内案内表示                                          |

マスコンキーによる切換では、鉄道会社間でマスコンキーの形状が異なるという性質を利用し、挿入するキーによって加圧する線を分別し、マスコンから出力している。相鉄12000系では、これらの切換が何らかの理由により正常に行われなかった時のために、路線強制選択スイッチを設けており、走行不能になる状態は回避される。また、マスコンキーを抜き取り、車両の電源を落としても、路線認識の設定は保持されるようになっている。

## 女性専用車
平日の朝ラッシュ時間帯に、10両編成のうち、最も海老名寄りの1両（10号車）が女性専用車に設定されている。
設定列車・区間
- 朝ラッシュ時間帯の7時20分から9時30分までに埼京線大崎駅へ到着する新宿方面行JR線直通列車の海老名駅→大崎駅間（※海老名駅6時31分 - 8時31分発）
- 朝ラッシュ時間帯の7時30分から9時40分までに埼京線新宿駅を出発する海老名方面行相鉄線直通列車の各始発駅→大崎駅間

なお、新宿行の終電は新宿着が23時を過ぎるため埼京線内では深夜の実施時間帯に入るが、相鉄線からの直通列車に限り全区間対象外となっている。

## 運賃計算・乗車制度
大崎駅 - 西大井駅間は大崎支線を経由するが、大崎支線は営業路線ではないため、運賃計算上は品川駅を経由したものとして取り扱う。また、品川駅 - 鶴見駅間は経路特定区間に指定されていることから、運賃計算上では距離が短い大井町駅・川崎駅経由で計算する（旅客営業規則第69条）。これらの扱いにより、大崎駅 - 鶴見駅 - 羽沢横浜国大駅間の運賃計算は品川駅・大井町駅を経由した距離で計算することになる。

### 羽沢横浜国大駅発着のJR乗車券の取り扱い
2019年11月30日以降に旅客営業規則等で定められる羽沢横浜国大駅発着（相鉄に直通する場合を含む）のJR乗車券の乗車制度の特例は次のものがある。これは羽沢横浜国大駅は鶴見駅から分岐する位置にあるが、運行経路の都合で武蔵小杉駅方面からしか羽沢横浜国大駅に向かうことができないため、鶴見駅 - 武蔵小杉駅間の折り返し乗車を有効とするための措置である。

#### 横浜市内発着の乗車券に対する特例
横浜市内発着の乗車券は、鶴見駅 - 武蔵小杉駅間で途中下車しない限り、同駅間を乗車できる。
- （例）名古屋駅（名古屋市内） - 【東海道本線】 - 横浜駅 - 【東海道本線】 - 武蔵小杉駅 - 【東海道本線】 - 羽沢横浜国大駅（横浜市内）

本特例は武蔵小杉駅を経由することを事実上「外を経て」いないものとみなすものである。なお、同様の特例は「大阪市内」にも設定されており、こちらは一筆書きとなるため単駅指定での途中下車も可能となるが、本特例は折り返し乗車となるため途中下車可能な乗車券の購入は不可となる。

#### 特定の分岐区間に対する区間外乗車の特例
以下の特例が新たに設定され、〔〕内に指定された区間の区間外乗車が可能となる。
- 横浜駅以遠（保土ケ谷駅または桜木町駅方面）の各駅と羽沢横浜国大駅との各駅相互間〔鶴見駅・武蔵小杉駅間〕
  - （例）桜木町駅 - 【根岸線】 - 横浜駅 - 【東海道本線】 - 武蔵小杉駅 - 【東海道本線】 - 羽沢横浜国大駅
- 新川崎駅と羽沢横浜国大駅間との各駅相互間（新川崎駅・武蔵小杉駅間）
  - （例）新川崎駅 - 【東海道本線】 - 武蔵小杉駅 - 【東海道本線】 - 羽沢横浜国大駅
- 鶴見駅、新子安駅、東神奈川駅または川崎駅以遠（蒲田駅または尻手駅方面）、国道駅以遠（鶴見小野駅方面）もしくは大口駅以遠（菊名駅方面）の各駅と羽沢横浜国大駅との各駅相互間〔鶴見駅・横浜駅間、新子安駅・横浜駅間、東神奈川駅・横浜駅間、鶴見駅・武蔵小杉駅間〕
  - （例）国道駅 - 【鶴見線】 - 鶴見駅 - 【東海道本線】 -  横浜駅 - 【東海道本線】 - 武蔵小杉駅 - 【東海道本線】 - 羽沢横浜国大駅

この特例の適用により、相鉄線直通列車が鶴見駅に停車しないことから実際は武蔵小杉駅や横浜駅で乗り換えることになる羽沢横浜国大駅 - 鶴見駅・国道駅間の運賃（180円）は、隣駅までの羽沢横浜国大駅 - 武蔵小杉駅間の運賃（320円）よりも安価となるという現象が発生している。

### 連絡定期券利用時の取り扱い
出典：
相鉄とJR東日本の横浜駅乗り換えの連絡定期券を所持している旅客が本路線を利用した場合は、西谷駅 - 羽沢横浜国大駅 - 鶴見駅間の運賃が必要となる。2020年春までは自動精算機または係員窓口での取り扱いとなっていたが、それ以降はIC定期券に限り自動改札機で自動精算されている。
逆に本路線経由の連絡定期券については、2025年3月15日以降、IC通勤定期券に限り追加運賃なしで相鉄本線の横浜駅で下車できるサービスが行われている（YOKOHAMAどっちも定期）。JR線区間についてはサービス対象外のため、横浜駅乗り換えで利用する場合は横浜駅 - 鶴見駅間の運賃が必要となる。サービス開始以前は西谷駅 - 横浜駅間についても運賃が必要だった。サービス開始以降についても、通学定期券・磁気定期券は引き続き西谷駅 - 横浜駅間の運賃が必要である。

## 駅一覧
- 特定都区市内制度適用範囲の駅 ： 山＝東京山手線内、区＝東京都区内、浜＝横浜市内
- 累計営業キロ
  - 新宿駅 - 羽沢横浜国大駅間は新宿駅からの営業キロ、羽沢横浜国大駅 - 海老名駅間は羽沢横浜国大駅からの営業キロ
  - ( ) 内は品川駅・大井町駅経由の営業キロ。運賃計算に用いる営業キロについては#運賃計算・乗車制度を参照
- 停車駅
  - 各駅停車及び埼京線内の快速・通勤快速は表の全ての駅に停車する。
  - 「特急」＝相模鉄道内を特急列車として運転する列車：●＝停車駅、｜＝通過駅
- 東日本旅客鉄道・京王電鉄および東急電鉄の路線名は運転系統上の名称（正式路線名とは異なる）。駅名が異なる場合は⇒印で駅名を記す。
- 貨物関連については「品鶴線」および「東海道貨物線」を参照。

| 運行事業者     | 正式路線名   | 走行線路     | 走行線路    | 駅番号            | 駅名        | 営業キロ                                                 | 営業キロ | 特急                                                                     | 接続路線 | 所在地                               | 所在地                               | 所在地                               |
| 運行事業者     | 正式路線名   | 走行線路     | 走行線路    | 駅番号            | 駅名        | 駅間                                                     | 累計 | 特急                                                                     | 接続路線 | 所在地                               | 所在地                               | 所在地                               |
| -------------- | ------------ | ------------ | ----------- | ----------------- | ----------- | -------------------------------------------------------- | --- | ------------------------------------------------------------------------ | --- | ------------------------------------ | ------------------------------------ | ------------------------------------ |
| 東日本旅客鉄道 | 直通先       | 直通先       | 直通先      | 直通先            | 直通先      | 直通先                                                   | 直通先 | 埼京線経由 ■川越線川越駅まで直通運転                                     | 埼京線経由 ■川越線川越駅まで直通運転 | 埼京線経由 ■川越線川越駅まで直通運転 | 埼京線経由 ■川越線川越駅まで直通運転 | 埼京線経由 ■川越線川越駅まで直通運転 |
| 東日本旅客鉄道 | 山手線       | 山手貨物線   |             | JA 11             | 新宿駅 山区 | -                                                        | 0.0 | 埼京線内は各駅に停車                                                     | - 東日本旅客鉄道： 中央線（快速）(JC 05)・ 中央・総武線（各駅停車）(JB 10)・ 山手線 (JY 17)・ 埼京線〈池袋・大宮・川越方面〉 (JA 11)（一部直通運転：上記参照）・ 湘南新宿ライン〈大宮・宇都宮・高崎方面〉 (JS 20) - 京王電鉄： 京王線・京王新線 (KO01) - 小田急電鉄： 小田原線 (OH01) - 東京地下鉄： 丸ノ内線 (M-08) - 都営地下鉄： 新宿線 (S-01) - 都営地下鉄： 大江戸線 ⇒新宿駅 (E-27)・新宿西口駅 (E-01) - 西武鉄道： 新宿線 ⇒西武新宿駅 (SS01) | 東京都                               | 新宿区                               | 新宿区                               |
| 東日本旅客鉄道 | 山手線       | 山手貨物線   | JA 10       | 渋谷駅 山区       | 3.4         | 3.4                                                      | - 東日本旅客鉄道： 山手線 (JY 20)・ 湘南新宿ライン (JS 19) - 東急電鉄： 東横線 (TY01)・ 田園都市線 (DT01) - 京王電鉄： 井の頭線 (IN01) - 東京地下鉄： 銀座線 (G-01)・ 半蔵門線 (Z-01)・ 副都心線 (F-16) | 埼京線内は各駅に停車                                                     | 渋谷区 | 渋谷区                               |                                      |                                      |
| 東日本旅客鉄道 | 山手線       | 山手貨物線   | JA 09       | 恵比寿駅 山区     | 1.6         | 5.0                                                      | - 東日本旅客鉄道： 山手線 (JY 21)・ 湘南新宿ライン (JS 18) - 東京地下鉄： 日比谷線 (H-02) | 埼京線内は各駅に停車                                                     | 渋谷区 | 渋谷区                               |                                      |                                      |
| 東日本旅客鉄道 | 山手線       | 山手貨物線   | JA 08 JS 17 | 大崎駅 山区       | 3.6         | 8.6                                                      | - 東日本旅客鉄道： 山手線 (JY 24)・ 湘南新宿ライン (JS 17) - 東京臨海高速鉄道： りんかい線 (R 08) | 埼京線内は各駅に停車                                                     | 品川区 | 品川区                               |                                      |                                      |
| 東日本旅客鉄道 | 東海道本線   | 品鶴線       | JS 16       | 西大井駅 区       | 5.6         | 14.2                                                     | 東日本旅客鉄道： 横須賀線・総武線（快速）〈品川・東京・千葉方面〉(JO 16)・ 湘南新宿ライン (JS 16) | 埼京線内は各駅に停車                                                     | 品川区 | 品川区                               |                                      |                                      |
| 東日本旅客鉄道 | 東海道本線   | 品鶴線       | JS 15       | 武蔵小杉駅        | 6.4         | 20.6                                                     | - 東日本旅客鉄道： 横須賀線・総武線（快速）〈横浜・逗子・久里浜方面〉(JO 15)・ 湘南新宿ライン〈横浜・鎌倉・小田原方面〉(JS 15)・ 南武線 (JN 07) - 東急電鉄： 東横線 (TY11)・ 目黒線 (MG11)              | 埼京線内は各駅に停車                                                     | 神奈川県 | 川崎市 中原区                        | 川崎市 中原区                        |                                      |
| 東日本旅客鉄道 | 東海道本線   | 東海道貨物線 | SO51        | 羽沢横浜国大駅 浜 | 16.6        | 37.2 (34.3)                                              | ● | 相模鉄道： 相鉄新横浜線〈新横浜・ 東急新横浜線日吉・東横線・目黒線方面〉 | 神奈川県 | 横浜市                               | 神奈川区                             |                                      |
| 相模鉄道       | 相鉄新横浜線 | 相鉄新横浜線 | SO51        | 羽沢横浜国大駅 浜 | 16.6        |                                                          | ● | 相模鉄道： 相鉄新横浜線〈新横浜・ 東急新横浜線日吉・東横線・目黒線方面〉 | 神奈川県 | 横浜市                               | 神奈川区                             | 0.0                                  |
| 相模鉄道       | 相鉄新横浜線 | 相鉄新横浜線 | SO08        | 西谷駅            | 2.1         | 2.1                                                      | ● | 相模鉄道： 相鉄本線〈横浜方面〉                                          | 神奈川県 | 横浜市                               | 保土ケ谷区                           |                                      |
| 相模鉄道       | 相鉄本線     |              | SO08        | 西谷駅            | 2.1         | 2.1                                                      | ● | 相模鉄道： 相鉄本線〈横浜方面〉                                          | 神奈川県 | 横浜市                               | 保土ケ谷区                           |                                      |
| 相模鉄道       | SO09         | 鶴ヶ峰駅     | 1.6         | 3.7               | ｜          |                                                          | 旭区 |                                                                          | 神奈川県 | 横浜市                               |                                      |                                      |
| 相模鉄道       | SO10         | 二俣川駅     | 2.0         | 5.7               | ●           | 相模鉄道： 相鉄いずみ野線〈湘南台方面〉                  | 旭区 |                                                                          | 神奈川県 | 横浜市                               |                                      |                                      |
| 相模鉄道       | SO11         | 希望ヶ丘駅   | 1.7         | 7.4               | ｜          |                                                          | 旭区 |                                                                          | 神奈川県 | 横浜市                               |                                      |                                      |
| 相模鉄道       | SO12         | 三ツ境駅     | 1.4         | 8.8               | ｜          |                                                          | 瀬谷区 |                                                                          | 神奈川県 | 横浜市                               |                                      |                                      |
| 相模鉄道       | SO13         | 瀬谷駅       | 1.9         | 10.7              | ｜          |                                                          | 瀬谷区 |                                                                          | 神奈川県 | 横浜市                               |                                      |                                      |
| 相模鉄道       | SO14         | 大和駅       | 1.9         | 12.6              | ●           | 小田急電鉄： 江ノ島線 (OE05)                             | 大和市 | 大和市                                                                   | 神奈川県 |                                      |                                      |                                      |
| 相模鉄道       | SO15         | 相模大塚駅   | 1.9         | 14.5              | ｜          |                                                          | 大和市 | 大和市                                                                   | 神奈川県 |                                      |                                      |                                      |
| 相模鉄道       | SO16         | さがみ野駅   | 1.2         | 15.7              | ｜          |                                                          | 海老名市 | 海老名市                                                                 | 神奈川県 |                                      |                                      |                                      |
| 相模鉄道       | SO17         | かしわ台駅   | 1.3         | 17.0              | ｜          |                                                          | 海老名市 | 海老名市                                                                 | 神奈川県 |                                      |                                      |                                      |
| 相模鉄道       | SO18         | 海老名駅     | 2.8         | 19.8              | ●           | - 東日本旅客鉄道：■相模線 - 小田急電鉄： 小田原線 (OH32) | 海老名市 | 海老名市                                                                 | 神奈川県 |                                      |                                      |                                      |

1. 1 2 3 4 5 6  湘南新宿ラインは新宿駅 - 武蔵小杉駅間で相鉄線直通列車と線路を共用し、大崎駅 - 武蔵小杉駅の駅ナンバリングも両運転系統で共通化する。
2. ↑  品川 - 大崎 - 西大井には区間外乗車の特例が設けられているため、品川 - 大崎の重複乗車が認められる。
3. ↑  大崎駅 - 鶴見駅間
4. 1 2  大崎駅 - 西大井駅間は、運賃計算上、品川駅経由扱い
5. 1 2  横須賀・総武快速線は西大井駅 - 武蔵小杉駅間で相鉄線直通列車と線路を共用する。
6. 1 2  羽沢横浜国大 - 武蔵小杉 - 新川崎・横浜には区間外乗車の特例が設定されており、鶴見・新川崎 - 武蔵小杉の重複乗車が認められる。
7. ↑  鶴見駅 - 羽沢横浜国大駅間
8. 1 2  武蔵小杉駅 - 羽沢横浜国大駅間は運賃計算上、鶴見駅を経由する。同区間には新川崎駅と鶴見駅があるが、経由する線路にホームがないため通過する。

## 開業時のトラブル
2019年11月30日の開業直後より、車内モニターで表示のトラブルが発生し、相鉄がニュースリリースで謝罪する事態が発生した。また、相鉄とJRの境界駅である羽沢横浜国大駅では、同駅の自動改札機を通ったJRのフリーパス（休日おでかけパスなど）が他のJRの駅の自動改札機を通らなくなるといった事態も発生した。